# Issa Hassan
Issa Hassan dit Issa (en kurde : عیسی حسن) (né le 25 décembre 1970 d'une famille kurde à Beyrouth, Liban), est un musicien, chanteur et compositeur.
Depuis 1984, Issa vit en France , il joue du bouzouk et chante. Issa a poussé la technique du bouzouk et en a modernisé le son et le langage en le propulsant dans d'autres univers musicaux par son interprétation. Il a ainsi créé un nouveau style dans la musique kurde en la mélangeant au flamenco et au jazz.
Il s'est produit dans beaucoup de festivals européens et mondiaux, a donné des concerts partout dans le monde .

## Discographie
- Gulînar (1995)
- Ballade kurde à Séville (2000)
- Tooting Broadway (2000)
- Art du bouzouk (2001)
- La cinquième saison (2005)
- Kurdomania (2008)
- So Bouzouk/So Buzuq (2012)